# Astyloneura monotona
Astyloneura monotona is een vlinder uit de familie bloeddrupjes (Zygaenidae). De wetenschappelijke naam van deze soort is voor het eerst geldig gepubliceerd in 1931 door Hering.
De soort komt voor in tropisch Afrika.